# Ferula moschata
Ferula moschata är en flockblommig växtart som först beskrevs av H.Reinsch, och fick sitt nu gällande namn av Koso-pol. Ferula moschata ingår i släktet stinkflokesläktet, och familjen flockblommiga växter. Inga underarter finns listade i Catalogue of Life.